# Probles thomsoni
Probles thomsoni là một loài tò vò trong họ Ichneumonidae.